# Florian Aaron

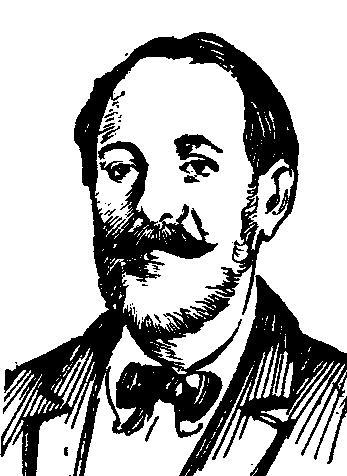
Florian Aaron

Florian Aaron (ur. 21 stycznia 1805 w Rodzie, zm. 12 lipca 1887 w Bukareszcie) – rumuński dziennikarz, historyk. Uczestnik Wiosny Ludów 1848. Profesor na Uniwersytecie w Bukareszcie.

## Dzieła
- F. Aaron, Idee repede de istoria Prințipatului Țării Românești, București, Vliad, 1835 -1838;
- F. Aaron, Mihaiu Bravulu,: biografia și caracteristica lui, trase din istoria Țării Românești, București, Tipografia Colegiului Național, 1858;
- F. Aaron (traducător), Patriarșii sau Pământul Canaan: Istorie în tabloane trasă din Sfânta Scriptură, București, Colegiului Sfântul Sava, 1846;
- V. Aaron et als., (eds.), Scrieri literare inedite, București, Minerva, 1981;